# Cyrtinus bifasciatus
Cyrtinus bifasciatus là một loài bọ cánh cứng trong họ Cerambycidae.